# Городские населённые пункты Хабаровского края
Хабаровский край включает 24 городских населённых пункта, в том числе:
- 7 городов, среди которых выделяются:
  - 6 городов краевого значения — в списке  выделены оранжевым цветом, из них в рамках организации местного самоуправления 2 образуют отдельные муниципальные образования со статусом городского округа, 4 входят в муниципальные районы;
  - 1 город районного значения (Вяземский)
- 17 посёлков городского типа (рабочих посёлков).

## Города
| № | населённый пункт     | район / город краевого значения | мун. район / городской округ | население, чел. | основание / первое упоминание | статус города | герб |
| - | -------------------- | ------------------------------- | ---------------------------- | --------------- | ----------------------------- | ------------- | ---- |
| 1 | Хабаровск            | Хабаровск                       | Хабаровск, ГО                | ↘615 570        | 1858                          | 1880          |      |
| 2 | Амурск               | Амурск                          | Амурский мун.район           | ↘37 501         | 1958                          | 1973          |      |
| 3 | Бикин                | Бикин                           | Бикинский мун.район          | ↘15 575         | 1895                          | 1938          |      |
| 4 | Вяземский            | Вяземский район                 | Вяземский мун.район          | ↘12 739         | 1894                          | 1951          |      |
| 5 | Комсомольск-на-Амуре | Комсомольск-на-Амуре            | Комсомольск-на-Амуре, ГО     | ↘235 488        | 1932                          | 1932          |      |
| 6 | Николаевск-на-Амуре  | Николаевск-на-Амуре             | Николаевский мун.район       | ↘17 815         | 1850                          | 1856          |      |
| 7 | Советская Гавань     | Советская Гавань                | Советско-Гаванский мун.район | ↘23 487         | 1853                          | 1941          |      |

## Посёлки городского типа
| №  | населённый пункт | район                    | мун. район                   | население, чел. |
| -- | ---------------- | ------------------------ | ---------------------------- | --------------- |
| 1  | Ванино           | Ванинский район          | Ванинский мун.район          | ↘16 885         |
| 2  | Высокогорный     | Ванинский район          | Ванинский мун.район          | ↘2357           |
| 3  | Заветы Ильича    | Советско-Гаванский район | Советско-Гаванский мун.район | ↘7912           |
| 4  | Корфовский       | Хабаровский район        | Хабаровский мун.район        | ↘4822           |
| 5  | Лазарев          | Николаевский район       | Николаевский мун.район       | ↘847            |
| 6  | Лососина         | Советско-Гаванский район | Советско-Гаванский мун.район | ↘2447           |
| 7  | Майский          | Советско-Гаванский район | Советско-Гаванский мун.район | ↘1822           |
| 8  | Многовершинный   | Николаевский район       | Николаевский мун.район       | ↘1371           |
| 9  | Мухен            | имени Лазо, район        | имени Лазо, мун.район        | ↗2988           |
| 10 | Новый Ургал      | Верхнебуреинский район   | Верхнебуреинский мун.район   | ↘7174           |
| 11 | Октябрьский      | Ванинский район          | Ванинский мун.район          | ↘5985           |
| 12 | Охотск           | Охотский район           | Охотский мун.район           | ↘3212           |
| 13 | Переяславка      | имени Лазо, район        | имени Лазо, мун.район        | ↘7692           |
| 14 | Солнечный        | Солнечный район          | Солнечный мун.район          | ↘12 253         |
| 15 | Хор              | имени Лазо, район        | имени Лазо, мун.район        | ↘9934           |
| 16 | Чегдомын         | Верхнебуреинский район   | Верхнебуреинский мун.район   | ↘11 522         |
| 17 | Эльбан           | Амурский район           | Амурский мун.район           | ↘9991           |

### Бывшие пгт
- Агние-Афанасьевский — пгт с 1948 года. Преобразован в сельский населённый пункт в 1956 году.
- Амурск — пгт с 1958 года. Преобразован в город в 1973 году.
- Березовка — пгт с 1989 года. Вошёл в Краснофлотский район Хабаровска в 1994 году.
- Болонь — пгт с 1948 года. Преобразован в сельский населённый пункт в 1999 году.
- Вяземский — пгт с 1938 года. Преобразован в город в 1951 году.
- Горный — пгт с 1958 года, до 1964 года назывался Солнечный. Преобразован в сельский населённый пункт в 2018 году[14].
- Гурское — пгт с 1949 года, до 1972 года назывался Хунгари. Преобразован в сельский населённый пункт в 2012 году.
- Дид-Биран (Дидбиран) — пгт с 1939 года. Упразднён в 1956 году, исключён из учётных данных в 1968 году.
- Дормидонтовка — пгт с 1948 года. Преобразован в сельский населённый пункт в 2011 году[15].
- Иннокентьевка — пгт с 1949 года. Преобразован в сельский населённый пункт в 1992 году.
- Иннокентьевский — пгт с 1932 года. Преобразован в сельский населённый пункт в 1969 году.
- Красная Речка — пгт с 1938 года. Включён в состав города Хабаровск в 1956 году.
- Лесопильное — пгт с 1940 года. Преобразован в сельский населённый пункт в 1996 году.
- Литовко — пгт с 1948 года. Преобразован в сельский населённый пункт в 2011 году[15].
- Маго — пгт с 1949 года. Преобразован в сельский населённый пункт в 2011 году[15].
- Нельма — пгт с 1932 года. Преобразован в сельский населённый пункт в 1975 году.
- Пермский — пгт с 1932 года. Преобразован в город Комсомольск-на-Амуре в 1932 году.
- Пивань — пгт с 1954 года. Преобразован в сельский населённый пункт в 1996 году.
- Советская Гавань — пгт с 1930 года. Преобразован в город в 1941 году.
- Согда — пгт с 1957 года. Преобразован в сельский населённый пункт в 1996 году.
- Софийск — пгт с 1942 года. Преобразован в сельский населённый пункт в 2011 году[15].
- Средний Ургал — пгт с 1942 года. Преобразован в сельский населённый пункт в 1996 году.
- Троицкое — пгт с 1962 года. Преобразован в сельский населённый пункт в 1994 году.
- Тырма — пгт с 1949 года. Преобразован в сельский населённый пункт в 2012 году.
- Умальтинский — пгт с 1942 года. Преобразован в сельский населённый пункт в 1963 году.
- Ургал — пгт с 1974 года. Преобразован в сельский населённый пункт в 1985 году.